# Porto do Varadouro

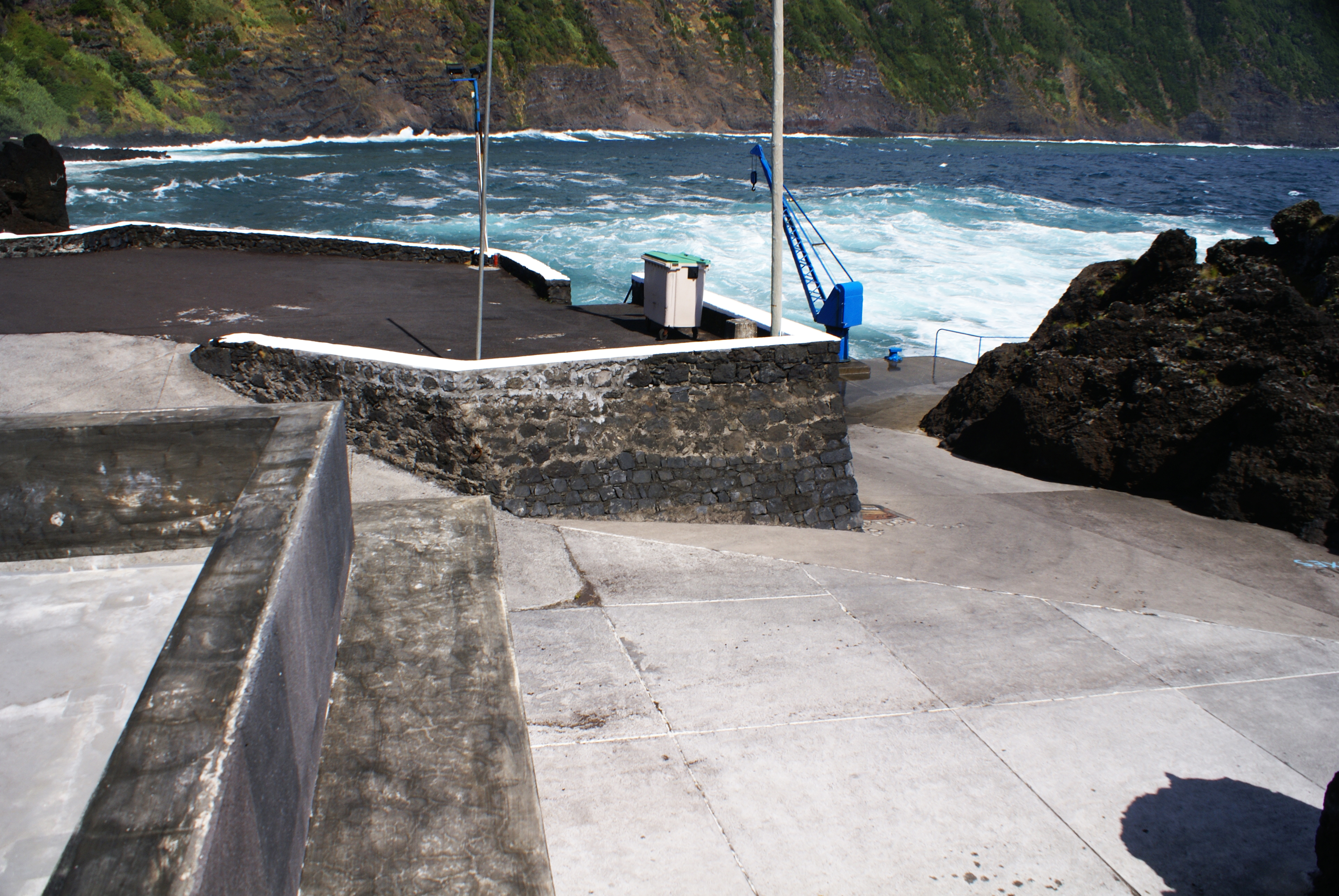
Porto do Varadouro, vista parcial.

O Porto do Varadouro é uma estrutura portuária portuguesa, localizada na Fajã do Varadouro, freguesia do Capelo costa ocidental da Ilha do Faial, Arquipélago dos Açores.
Este porto tem por objectivo dar apoio à pesca e a serviços ligados ao turismo e à náutica desportiva.